# Ҫ
Ҫ (minuskule ҫ) je písmeno cyrilice. Je používáno v baškirštině, čuvaštině, enetštině. Jedná se o variantu písmena С.